# 에코빌리지 즐거운 家!
《에코빌리지 즐거운 家!》는 SBS TV에서 도시 생활에 익숙해져 있는 연예인들이 각박한 도시의 삶으로부터 벗어나, 자연 속으로 돌아가 직접 집을 짓고, 농사짓고, 가축도 키우는 대한민국의 리얼 세컨드 라이프 프로그램인데 ‘집짓기’라는 신선한 포맷으로 새로운 예능에 도전했지만 단순한 정보 전달과 사건을 단순하게 나열한 구성 등으로 외면당했으며 한자릿수 시청률로 기대 이하의 성적에 그쳤고 당시 해당 프로그램 자리에는 2010년 초 SBS가 월화극을 2편 편성함에 따라 같은 해 1월 7일부터 목요일 밤 11시 5분으로 변경됐다가 기적의 오디션이 신설되면서 설 자리를 잃은 스타부부쇼 자기야가 2011년 6월 30일부터 금요일 밤 11시 10분에서 목요일 밤 11시 10분으로 이동하며 같은 달 24일부터 수요일 오후 8시 55분으로 옮겨간 한밤의 TV연예가 이동 편성됐는데 SBS는 이 프로그램에 앞서 불타는 청춘을 내보낼 예정이었으나 출연진 중의 한 명인 김국진이 MBC 황금어장 라디오스타 공동 MC를 맡고 있어서 불발됐다.

## 방송 시간
| 방송 기간                          | 방송 시간                       |
| ---------------------------------- | ------------------------------- |
| 2014년 8월 31일 ~ 2014년 9월 7일   | 일요일 오후 3시 30분 ~ 4시 40분 |
| 2014년 9월 14일 ~ 2014년 11월 9일  | 일요일 오후 3시 50분 ~ 5시      |
| 2014년 11월 19일 ~ 2015년 3월 18일 | 수요일 밤 11시 15분 ~ 12시 25분 |

## 출연자

### 고정 멤버
| 이름   | 애칭     | 비고                        |
| ------ | -------- | --------------------------- |
| 이재룡 | 노인네   |                             |
| 김병만 | 시골형아 |                             |
| 장동민 | 잔동민   |                             |
| 송창의 | 이런창의 |                             |
| 정겨운 | G        | 1회 ~ 14회까지 참여 후 하차 |
| 민혁   | 근육맨   |                             |
| 민아   | 막내     |                             |

### 내레이션
- 장기하
- 매드 클라운

## 방영 회차
| 회차   | 방송일    | 방송 제목                          | 게스트                         | 시청률 |
| 2014년 | 2014년    | 2014년                             | 2014년                         | 2014년 |
| ------ | --------- | ---------------------------------- | ------------------------------ | ------ |
| 1회    | 8월 31일  | 그들이 땀흘리는 이유               | -                              | 4.6%   |
| 2회    | 9월 7일   | 우리집 짓기 - 기초공사             | -                              | 3.9%   |
| 3회    | 9월 14일  | 황무지를 집앞 텃밭으로!            | -                              | 4.2%   |
| 4회    | 10월 5일  | 집 기초 터 다지기                  | -                              | 4.1%   |
| 5회    | 10월 12일 | 새 식구 분양 받는 날 - 축사 만들기 | -                              | 4.4%   |
| 6회    | 10월 19일 | 가마솥 아궁이 만들기               | -                              | 5.4%   |
| 7회    | 10월 26일 | 우리집 벽 세우는 날                | -                              | -      |
| 8회    | 11월 2일  | 집 외관 완성하는 날                | -                              | -      |
| 9회    | 11월 9일  | 김장 배추, 무 심기                 | -                              | -      |
| 10회   | 11월 19일 | 화덕 만들기                        | -                              | 4.5%   |
| 11회   | 11월 26일 | 우리 집에 창문 달기                | -                              | 2.8%   |
| 12회   | 12월 3일  | 난방 공사와 하우스 뼈대 만들기     | -                              | 3.6%   |
| 13회   | 12월 10일 | 빗속의 인부                        | 소진, 유라, 혜리               | 3.9%   |
| 14회   | 12월 17일 | 걸스데이의 즐거운 맛기행           | 소진, 유라, 혜리               | 3.4%   |
| 15회   | 12월 24일 | 김장배추 손질 작업                 | -                              | 4.9%   |
| 2015년 |           |                                    |                                |        |
| 16회   | 1월 7일   | 유세윤 & 유상무 즐거운가 집들이    | 유세윤, 유상무                 | 4.2%   |
| 17회   | 1월 21일  | 만선의 꿈은 이루어질 것인가?       | 유세윤, 유상무                 | 3.5%   |
| 18회   | 1월 28일  | 유호정과 딸 즐거운가에 오다        | 유호정, 이예빈                 | 4.8%   |
| 19회   | 2월 4일   | 창의와 그의 친구들                 | 유호정, 이예빈, 이상우, 이상윤 | 4.2%   |
| 20회   | 2월 11일  | EXID와 함께하는 즐거운 날          | 이상우, 이상윤, 하니, 정화     | 3.9%   |
| 21회   | 2월 25일  | 황토 찜질방 제작기 공개!           | 예지원, 전혜빈                 | 4.7%   |
| 22회   | 3월 4일   | 맹추위 속 메주 & 막걸리 빚기       | 예지원, 전혜빈, 이종원, 김재경 | 3.8%   |
| 23회   | 3월 11일  | 어느 게임 중독자의 최후            | 이종원, 예지원, 김재경         | 4.3%   |
| 24회   | 3월 18일  | 즐거운家가 보내는 편지             | 이종원, 예지원, 김재경         | 3.5%   |

(시청률 제공 : AGB닐슨 미디어 리서치 코리아)

## 제작 정보
- 충청남도 태안군 소원면 파도리에서 촬영되었다.